# Gun Hill Road (film)
Gun Hill Road è un film del 2011 diretto da Rashaad Ernesto Green; l'opera ha anche fatto parte della sua tesi di laurea. Il titolo del film deriva dalla strada del Bronx con lo stesso nome.

## Trama
Enrique, un uomo cresciuto nel mondo criminale del Bronx, che esce di prigione dopo tre anni. Ritorna da una moglie ormai estranea tentando di riavvicinarla e dal figlio ormai adolescente, Michael, che sta cercando di realizzarsi come transgender. Michael resiste con tutte le sue forze a un padre che lo vorrebbe conformare in un individuo cisgender. Enrique è consapevole che se non riuscirà a riconquistare la sua famiglia la perderà per sempre.

## Accoglienza

### Incassi
Il film ha incassato 148.994 dollari americani.

### Critica
Nel sito web di aggregazione di recensioni Rotten Tomatoes, il film ha un punteggio di approvazione del 63% basato su 30 recensioni e una valutazione media di 5.5/10. Su Metacritic il film ha un punteggio medio ponderato di 55 su 100, basato su 14 critici, che indica "recensioni miste o medie"

## Riconoscimenti
- Gotham Award
  - 2011, all'attore rivelazione all'attore rivelazione: Harmony Santana - candidatura
- Sundance Film Festiva
  - 2011, nella categoria U.S. Dramatic - candidatura
- Independent Spirit Awards
  - 2012, miglior attrice non protagonista: Harmony Santana - candidatura
- ALMA Award
  - 2012, miglior attrice cinematografica non protagonista: Harmony Santana - candidatura
- GLAAD Media Awards
  - 2012, miglior film della piccola distribuzione - candidatura